# Тер-Габріелян Саак Мірзоєвич
Саак Мірзоєвич Тер-Габріелян (15 лютого 1886 — 19 серпня 1937) — радянський партійний, державний і політичний діяч.

## Біографія
Народився в місті Шуші в родині ткача. Учасник Революції 1905–1907 років у Баку, член комітету РСДРП. З 1907 року проводив партійну роботу у профспілках в Баку, брав участь у створенні Союзу службовців нафтової промисловості. Неодноразово заарештовувався.
Після Лютневої революції 1917 року — член Президії Бакинської ради. За часів Бакинської комуни (1918) займав посади комісара з нафти й голови Надзвичайного комітету.
У 1918—1919 роках — член колегыъ Головного нафтового комітету, виконував завдання РНК РРФСР з постачання промисловості й армії нафтопродуктами. У січні — березні 1919 — член Революційної військової ради 12-ї армії Каспійсько-Кавказького фронту. 1920 року був членом Військово-революційного комітету й Ревкому Вірменії.
З 1921 року займав пост постійного представника Вірменської РСР в РРФСР, у 1923–1928 — ЗРФСР при РНК СРСР. У 1928—1935 роках обіймав посаду голови Ради народних комісарів Вірменської РСР.
Член бюро ЦК КП(б) Вірменії та Заккрайкому. Делегат X, XII–XVII з'їздів ВКП(б). Член ВЦВК й ЦВК СРСР, кандидат у члени їх Президій.
Був заарештований 1937 року. Загинув під час слідства..

## Документальні фільми
- Саак Тер-Габріелян 1976 р., 10 хв. ч/б.